# Cercosa
Cercosa ist eine Gemeinde (Freguesia) im portugiesischen Kreis Mortágua. Der Ort hat 284 Einwohner (Stand 19. April 2021).

## Geschichte
Die Geschichte von Cercosa reicht bis ins Mittelalter zurück. Die ersten Aufzeichnungen über die Siedlung stammen aus dem 12. Jahrhundert, als sie von den Rittern des Templerordens gegründet wurde. Im Laufe der Jahrhunderte lebte die Gemeinde hauptsächlich von der Landwirtschaft, insbesondere von der Weinproduktion.

## Sehenswürdigkeiten
- Nossa Senhora da Piedade, Kirche aus dem 16. Jahrhundert, Innenräume mit Azulejos (portugiesischen Kacheln) geschmückt
- Castelo de Cercosa, Burg aus dem 12. Jahrhundert

## Veranstaltungen
- Festival de Verão (Sommerfestival) im Juli
- Festival de Vinho (Weinfestival) im September